# Claude Boyer
Pour les articles homonymes, voir abbé Boyer et Boyer.
Claude Boyer, né à Albi en 1618 et mort à Paris le 22 juillet 1698, est un auteur dramatique, apologiste et poète français. Il est généralement désigné depuis le XVIIIe siècle comme « l'abbé Boyer », mais cette désignation ne repose sur aucun document connu du XVIIe siècle.

## Sa vie et son œuvre
Claude Boyer est éduqué chez les jésuites où il excelle en rhétorique et a pour condisciple Michel Le Clerc, qui comme lui écrira des tragédies et sera élu membre de l'Académie française, le premier en 1666 et le deuxième en 1662. En 1645, il s'installe à Paris où il fréquente les salons et produit sa première pièce, La Porcie romaine, jouée à l’Hôtel de Bourgogne en 1646. Elle connaît un franc succès. Suivront, tout au long de sa carrière, une trentaine de pièces dont la plupart sont des tragédies et dont beaucoup connaîtront de grands succès : ainsi la tragédie à machines Les Amours de Jupiter et Sémélé en 1666 fut un véritable triomphe. Lorsque, plus haute autorité littéraire des deux premiers tiers du XVIIe siècle, Jean Chapelain composait vers 1662 un mémoire sur les gens de lettres de son temps, qui devait servir de base à Colbert pour établir l'année suivante la première liste de gratifications royales, il jugeait ainsi Claude Boyer : 

« BOYER. — Est un poète de théâtre qui ne cède qu'au seul Corneille de cette profession, sans que les défauts qu'on remarque dans le dessein de ses pièces rabattent de son prix, car les autres n'étant pas plus réguliers que lui en cette partie, cela ne lui fait point de tort à leur égard. Il pense fortement dans le détail et s'exprime de même. Ses vers ne se sentent pas du vice de son pays quoiqu'il ne travaille guère en prose. »

La tragédie qu'il écrivit en cette même année 1662 et qui fut représentée sur la scène du Palais-Royal, quelques semaines avant que L'École des femmes de Molière soit mise à l'affiche (au grand dam de Boyer), Oropaste ou le faux Tonaxare, fut considérée par les contemporains comme l'une des plus belles tragédies françaises du XVIIe siècle. Mais dans les années suivantes, son étoile commença à pâlir avec l'apparition de Racine, qui semble l'avoir considéré comme un rival de talent qu'il fallait abattre ou dont il fallait du moins ternir la réputation. Le fait que, très tôt, avant même l'éclatement officiel de la querelle des Anciens et des Modernes, il se soit rangé du côté des Modernes, en même temps que Pierre Corneille et son frère Thomas Corneille, a beaucoup contribué à cette animosité. Racine réussit dans son entreprise avec l'aide de Boileau qui l'éreinta dans son Art poétique (1674) et Claude Boyer se plaignit fréquemment des machinations du parti des Anciens contre lui dans les années 1680. Le comble de l'animosité de Racine envers lui fut atteint en 1695, Boyer ayant osé donner à son tour (après Esther et Athalie de Racine) deux tragédies bibliques, Jephté, jouée aussi à Saint-Cyr à la demande de Mme de Maintenon, et Judith qui fut créée sur la scène de la Comédie-Française en 1695. C'est à cette occasion que  Racine écrivit sur lui cette épigramme bien connue :
À sa Judith, Boyer, par aventure,
Étoit assis près d’un riche caissier;
Bien aise étoit ; car le bon financier
S’attendrissoit et pleuroit sans mesure.
« Bon gré vous sais, lui dit le vieux rimeur :
Le beau vous touche, et n’êtes pas d’humeur
À vous saisir pour une baliverne. »
Lors le richard, en larmoyant lui dit:
« Je pleure, hélas ! de ce pauvre Holoferne,
Si méchamment mis à mort par Judith. »
On comprend pourquoi Boyer, à sa mort, avait perdu toute sa réputation. La postérité ne fit que renforcer ce phénomène, et il est aujourd'hui un auteur oublié. Ainsi Antoine de Léris : « Pendant cinquante ans il travailla pour le Théâtre, sans que la médiocrité du succès l'ait jamais rebuté, n'ayant pu être content du Public qu'à sa première & à ses deux dernières. » (Dictionnaire Portatif, Historique & Littéraire des Théâtres, 1763)
Il avait eu passagèrement au commencement de sa carrière une réputation d'auteur galant, comme en témoigne cette épigramme parue dans la Muse historique de 1650 :
Boyer, expert en amourettes,
Qui lui disoit souvent fleurettes,
Mais ne concluoit rien jamais,
Pourra bien chercher désormais
Quelque autre fille qui l’écoute,
Car celle-ci fait banqueroute
Non seulement à ses caquets,
Mais à tous messieurs les coquets.
Claude Boyer est par ailleurs l'auteur de nombreuses poésies de circonstance. Un certain nombre de ses poèmes est paru sous le titre Les Caractères des prédicateurs, des prétendans aux dignitez ecclésiastiques, de l'âme délicate, de l'amour profane, de l'amour saint, avec quelques autres poësies chrestiennes en 1695.

## Théâtre
Classé par dates des premières représentations
- La Porcie romaine, tragédie (1646)
- La Sœur généreuse, tragi-comédie (1646)
- Porus, ou la Générosité d’Alexandre, tragédie (1647)
- Aristodème, tragédie (1647)
- Tyridate, tragédie (1648)
- Ulysse dans l’isle de Circé, ou Euryloche foudroyé, tragi-comédie (1648)
- Clotilde, tragédie (1659)
- Frédéric, tragédie (1659)
- La Mort de Démétrius, ou le rétablissement d’Alexandre, roy d’Épire, tragédie (1660)
- Tigrane, tragédie (1660) [texte non publié]
- Policrite, tragi-comédie pastorale (1662)
- Oropaste, ou le Faux Tonaxare, tragédie (1662)
- Les Amours de Jupiter et de Sémélé, tragédie, musique de Louis de Mollier (1666), réimprimé  dans [C.Delmas  éd.], Recueil  de  tragédies  à  machines  sous  Louis  XIV,  Toulouse,  Centre  de recherches «Idées, thèmes et formes 1580-1660», 1985.
- Le Jeune Marius, tragédie (1669)
- La Feste de Vénus, comédie pastorale-héroïque, musique de Louis de Mollier (?) (1669) [texte non publié]
- Policrate, comédie héroïque (1670)
- Atalante, tragédie  [texte non publié]
- Lisimène, ou la Jeune bergère, pastorale (1672)
- Le Fils supposé, tragédie (1672)
- Démarate, tragédie (1673) [texte non publié]
- Le Comte d’Essex, tragédie (1678)
- Agamemnon, tragédie (1680)[3].
- Oreste, tragédie (1681) (en collaboration avec Michel Le Clerc) [texte non publié]
- Artaxerce, tragédie (1682)
- Antigone, tragédie (1686)
- Jephté, tragédie (1691)
- Judith, tragédie (1695), Texte en ligne
- Méduse, tragédie en musique, musique de Charles-Hubert Gervais (1697)

### Éditions de référence
- Christian Delmas et Georges Forestier (éd.), Oropaste, ou le faux Tonaxare : tragédie, Genève, Droz, 1999.
- Laëtitia Sergent (éd), Tyridate : tragédie, Genève, Droz, 1998.
- Évelyne Collinet (éd), Les Amours de Jupiter et de Sémélé, Mémoire de maîtrise réalisé sous la direction de M. le Professeur Georges Forestier, Université Paris IV – Sorbonne, 2003-2004. Lire sur ligne:

### Généralités
- Jules Rolland, Claude Boyer de l’Académie Française et les coteries littéraires du Grand Siècle, dans Histoire littéraire de la ville d’Albi, Toulouse, 1879, Ch.X.
- Ernst W. Göhlert, Abbé Claude Boyer, ein Rivale Racines, Inaugural-Dissertation, Leipzig, Weida, 1915.
- Clara Carnelson Brody, The works of Claude Boyer, New York, King's Crown Press, 1947.
- Sylvie Benzekri, Claude Boyer dramaturge : une traversée du XVIIe siècle, 1618-1698, Thèse de doctorat, discipline littérature et civilisation françaises, université Paris IV-Sorbonne, présentée le 9 décembre 2008, Lille : ANRT. Atelier national de reproduction des thèses, 2010.